# Selkis järnvägsstation
Selkis järnvägsstation (finska: Selin rautatieasema) är en nedlagd järnvägsstation vid Hangö–Hyvinge-banan i Selkis by i Vichtis i det finländska landskapet Nyland. Järnvägsstationen öppnades år 1899 och den användes bland annat av det lokala mjölkandelslaget. År 1906 färdigställdes en ny stationsbyggnad i jugendstil enligt Bruno Granholms ritningar. Stationsbyggnaden, som utvidgas år 1925, representerade typen Plattformskjul. 
Selkis järnvägsstation blev obemannad 22 maj 1966 och persontrafiken avslutades 25 september 1983. Hela järnvägsstationen nedlades 21 oktober 1995. Museiverket har klassificerat Selkis järnvägsstation som en värdefull byggd kulturmiljö av riksintresse och området är därmed skyddat. Till området hör även en stor bastu. 